# Senna multiglandulosa
Senna multiglandulosa är en ärtväxtart som först beskrevs av Nikolaus Joseph von Jacquin, och fick sitt nu gällande namn av Howard Samuel Irwin och Rupert Charles Barneby. Senna multiglandulosa ingår i släktet sennor, och familjen ärtväxter. Inga underarter finns listade i Catalogue of Life.

## Bildgalleri

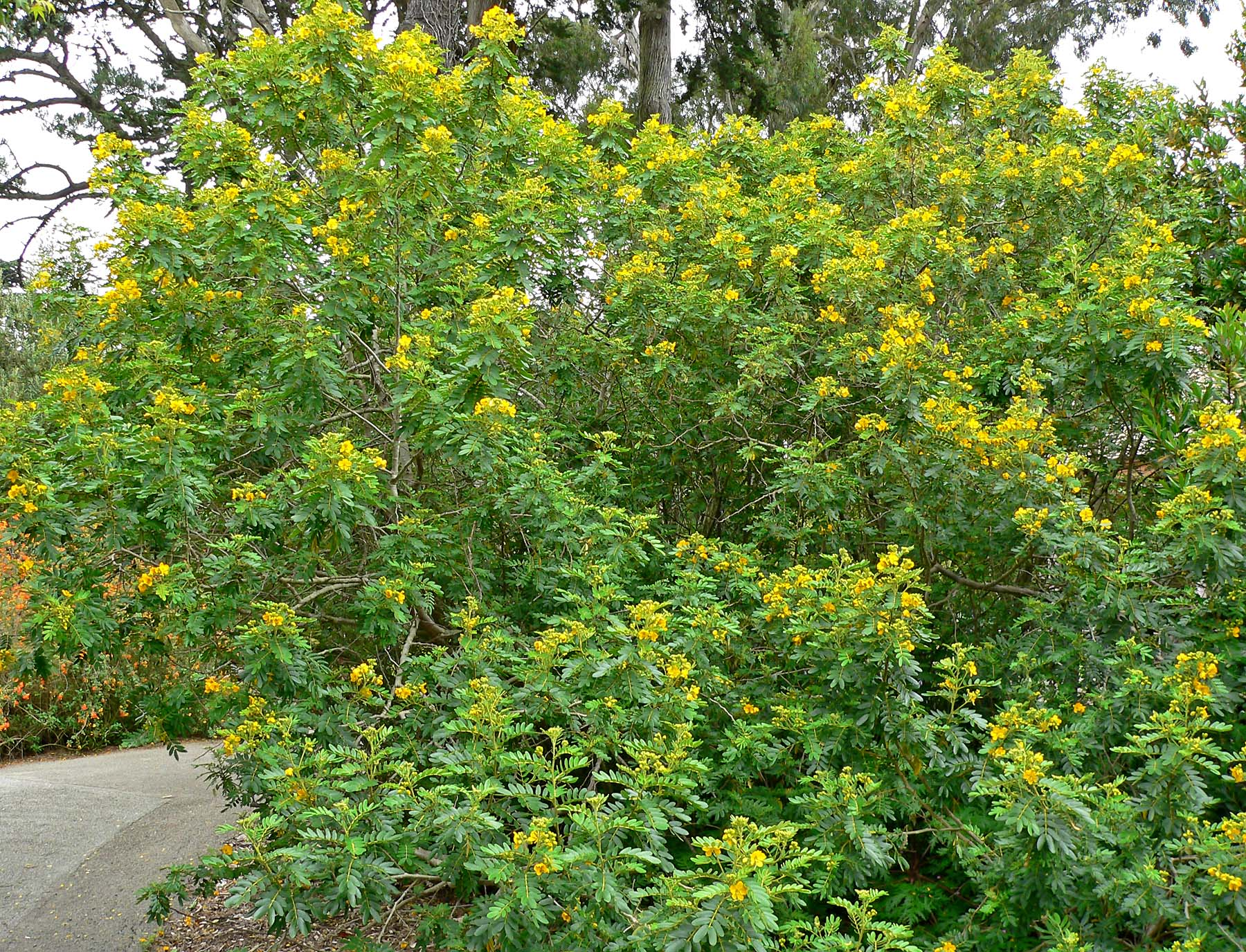
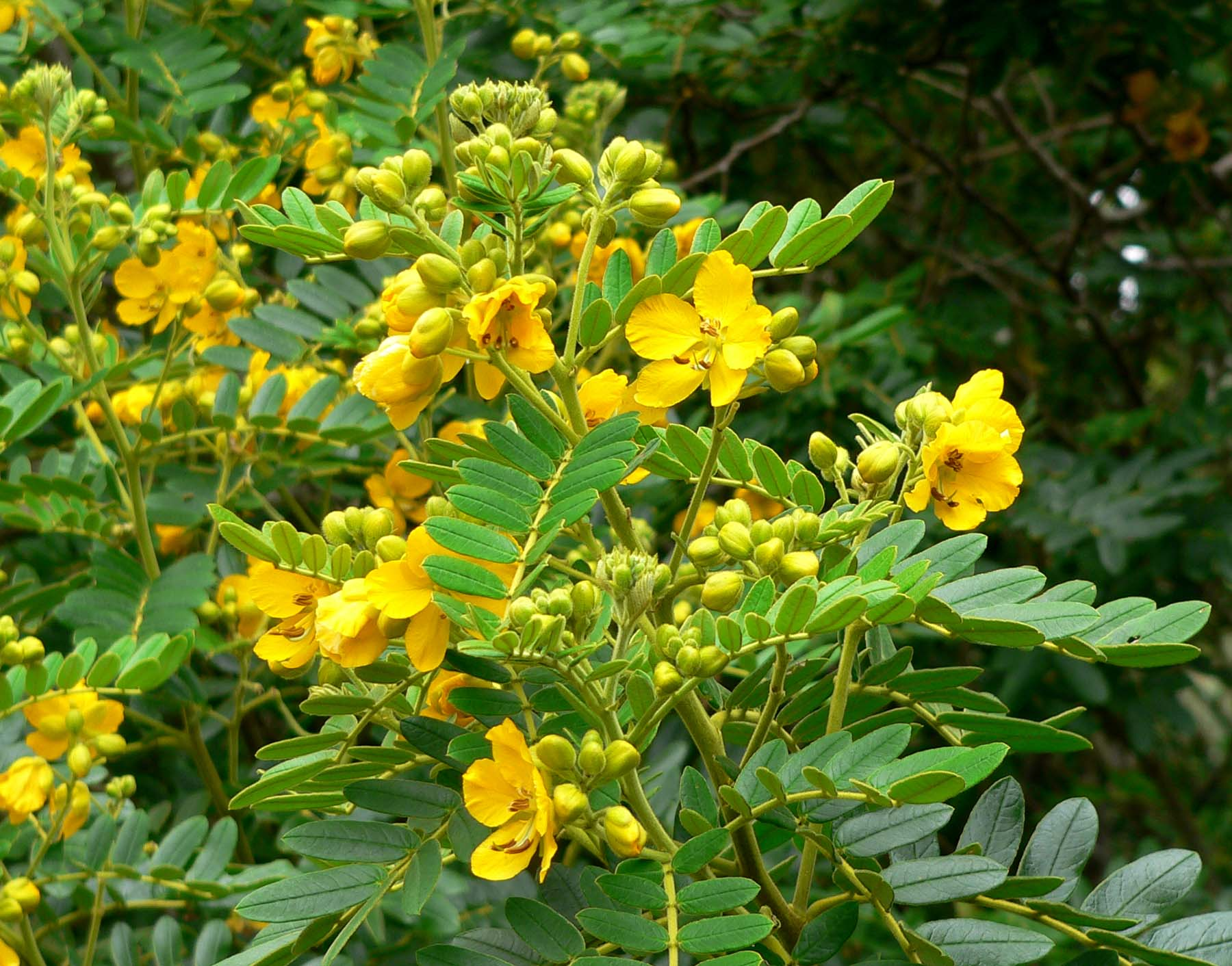
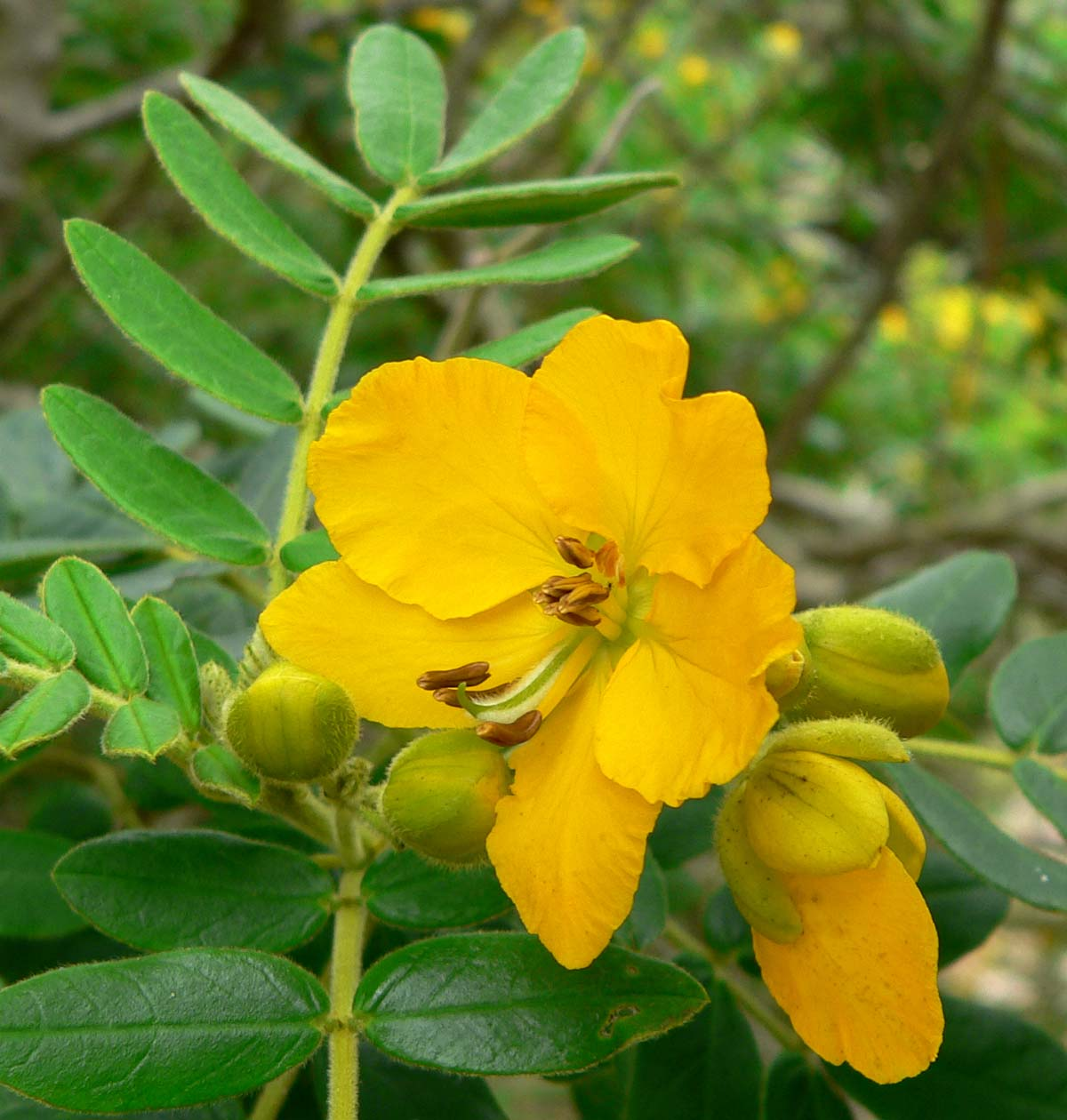
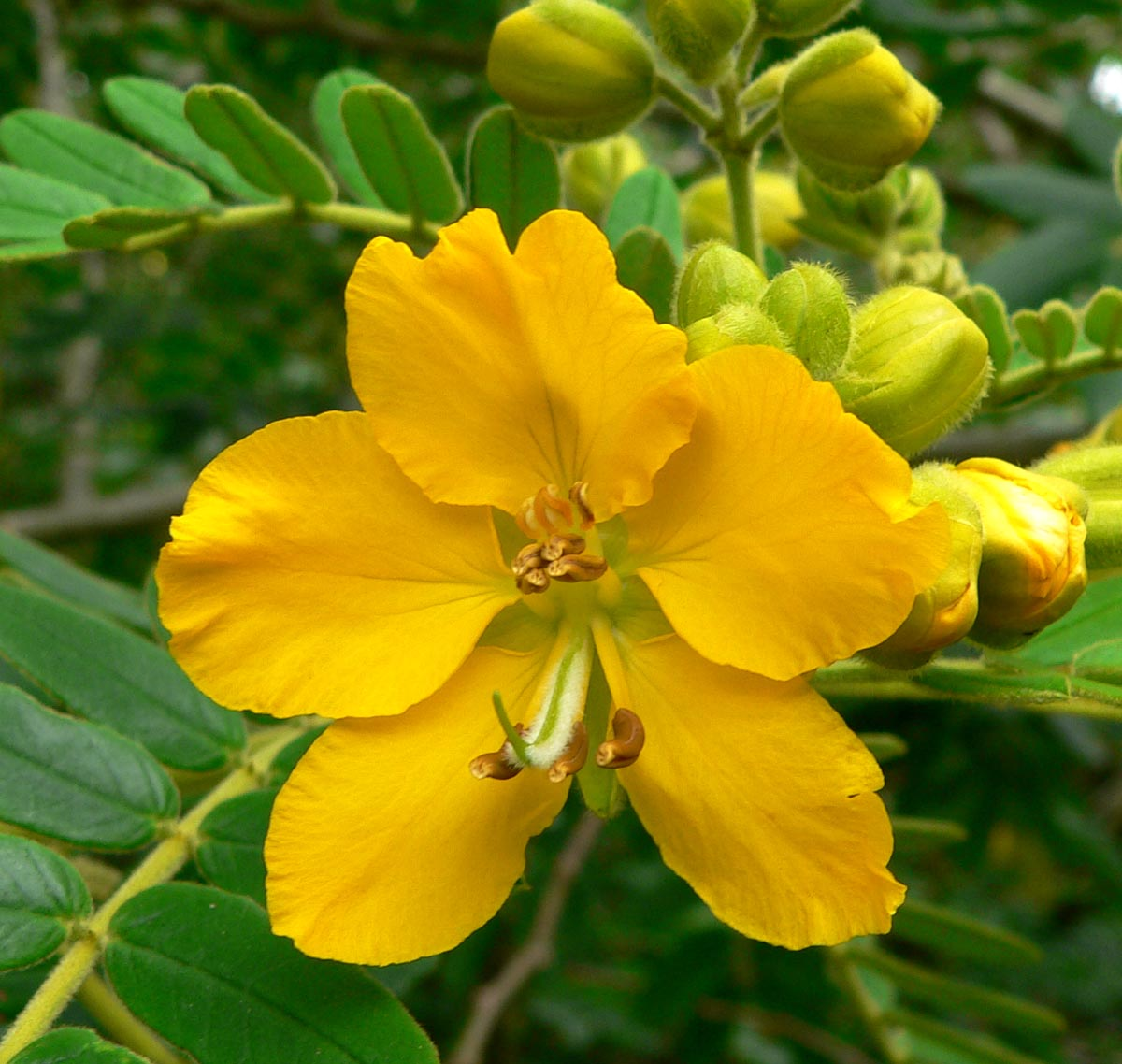